# Bernburgtunnel
Der Bernburgtunnel ist ein 269 m langer Eisenbahntunnel der Bahnstrecke Plochingen–Immendingen in Rottweil.
Der zwischen den Streckenkilometern 120,804 und 121,073 verlaufende Tunnel nimmt ein mit bis zu 90 km/h befahrbares Gleis auf.
Die Trasse verläuft im Tunnel in einem Linksbogen. Nördlich schließt sich der Tierstein-Tunnel an, weiter südlich folgt der Bahnhof Rottweil.

## Geschichte
Das Bauwerk wurde 1927 bilanziell aktiviert.
2008 und 2014 war das Bauwerk der Zustandsnote 2 („Größere Schäden am Bauwerksteil, welche die Sicherheit nicht beeinflussen“) zugeordnet, 2017 der Zustandsnote 3 („Umfangreiche Schäden am Bauwerksteil, welche die Standsicherheit nicht beeinflussen.“).
Um 2014 wurde der Tunnel täglich von 14 Zügen des Schienenpersonenfernverkehrs, 35 Zügen des Schienenpersonennahverkehrs sowie 19 Güterzügen befahren.
Der Tunnel soll zukünftig „gemäß den Vorgaben für internationale Güterverkehrslinien“ angepasst werden. Im Frühjahr 2024 waren dazu Grundlagenermittlung und Vorplanung im Gang. Der Baubeginn ist in den 2030er Jahren, die Inbetriebnahme in den 2040er Jahren geplant. Durch eine Anpassung der Trassierung soll der Tunnel für kombinierten Ladungsverkehr ertüchtigt werden. Anfang 2025 war die Vorplanung abgeschlossen.